# سیلی (فیلم)
سیلی (فرانسوی: La Gifle‎) فیلمی به کارگردانی کلود پینوتو محصول سال ۱۹۷۴ است.

## بازیگران
- لینو ونتورا - Jean Douléan
- آنی ژیراردو - Hélène Douléan
- ایزابل آجانی - Isabelle Douléan - la fille de Jean et d'Hélène
- نیکول کورسل - Madeleine
- فرانسیس پرن - Marc Morillon
- ژاکوس اسپیسر - Remi
- میشل اومون - Charvin
- رابرت هاردی - Robert
- ناتالی بای - Christine
- Xavier Gélin - Xavier
- ژرژ ویلسون - Pierre
- آنیک آلانه - La femme de ménage de Jean
- Paul Bisciglia - Le serveur
- روبرت دالبان - Le concierge du lycée